# Formel-1-Weltmeisterschaft 2008

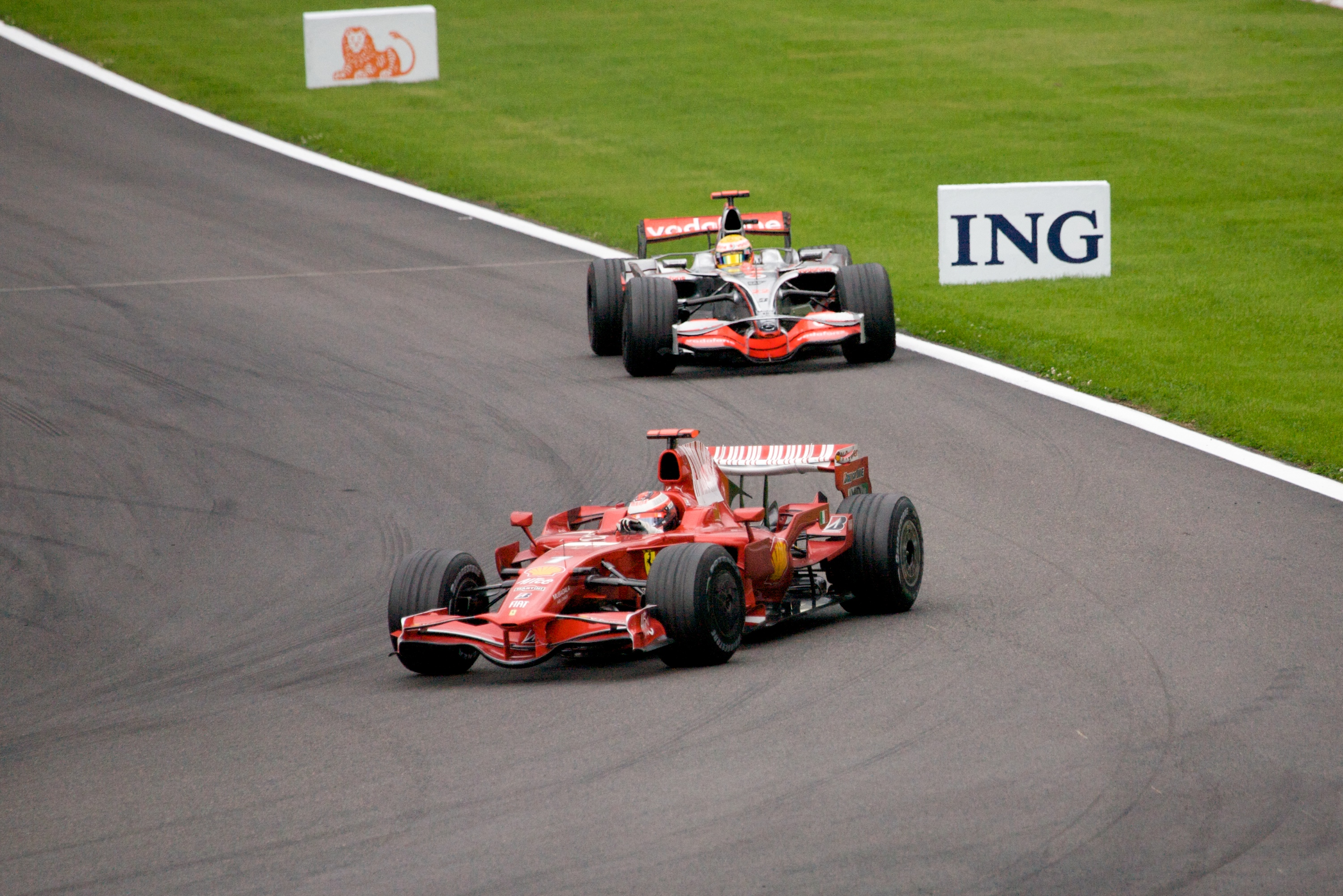
Titelverteidiger Kimi Räikkönen beim GP Belgien 2008 vor Hamilton

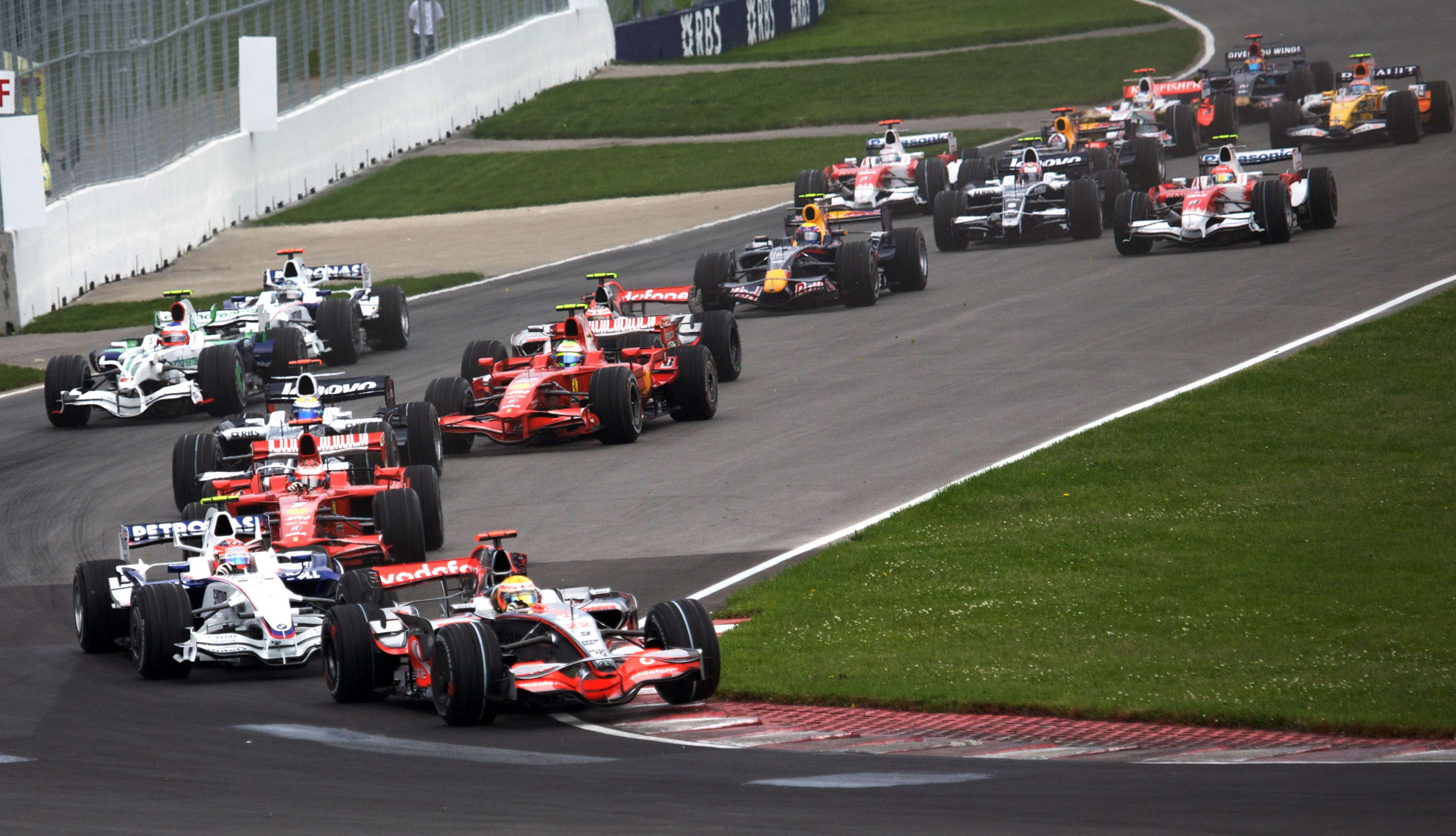
Startszene des GP Kanada 2008

Die Formel-1-Weltmeisterschaft 2008 war die 59. Saison der Formel-1-Weltmeisterschaft. Sie wurde über 18 Rennen in der Zeit vom 16. März bis zum 2. November ausgetragen. Wie im Vorjahr wurde die Weltmeisterschaft erst im letzten Lauf entschieden, in dem Lewis Hamilton einen Punkt Vorsprung vor seinem Verfolger Felipe Massa verteidigte und seinen ersten WM-Titel holte. Die Konstrukteurswertung ging wie im Vorjahr erneut an Ferrari.
Die Saison brachte mit Hamilton den bis dahin jüngsten Weltmeister der Formel-1-Geschichte hervor sowie mit Sebastian Vettel den jüngsten Pole-Setter und Rennsieger.
Wegen eines angeblich bewusst herbeigeführten Unfalls beim Großen Preis von Singapur 2008, wodurch Felipe Massa entscheidende Punkte im Weltmeisterschaftswettbewerb fehlten, reichte Massa im Jahr 2024 Klage gegen den Automobilweltverband Fia, WM-Rechteinhaber Formula One Management (FOM) und Bernie Ecclestone, dem im Jahr 2008 Geschäftsführenden der FOM, bei einem britischen Gericht, ein. Massa fordert die nachträgliche Anerkennung als Weltmeister jenes Jahres und Schadensersatz.

## Änderungen 2008

### Rennstrecken
In der Saison 2008 fanden 18 Große Preise und damit einer mehr als im Vorjahr statt. Anstelle des Grand Prix von Europa auf dem Nürburgring wurde in der vereinbarten Rotation als einziges Rennen in Deutschland der Große Preis von Deutschland auf dem Hockenheimring ausgetragen. Erstmals gab es am 24. August auf einem etwa 5,4 km langen Kurs am neuen America’s-Cup-Hafen das Stadtrennen von Valencia, das als Großer Preis von Europa ausgetragen wurde. Zudem fand am 28. September erstmals ein Formel-1-Lauf in Singapur statt. Die Strecke für den Großen Preis von Singapur hat eine Länge von 5,067 km und führt zu 70 Prozent über öffentliche Straßen. Als weitere Neuerung war dieser Grand Prix das erste Nachtrennen der Formel-1-Geschichte. Der Große Preis der USA in Indianapolis wurde nicht mehr ausgetragen.

### Reglement
Für die Saison 2008 gab es mehrere Änderungen des Reglements: Die einschneidendste gegenüber den Vorjahren war die vorgeschriebene Verwendung einer einheitlichen elektronischen Motorsteuerung für alle Fahrzeuge und das daran geknüpfte Verbot der Traktionskontrolle. Die neue Motorsteuerung SECU (Standard Electronic Control Unit) wurde von Microsoft und McLaren entwickelt und nach einem Bieterverfahren durch die FIA zum Standard erhoben. Einige Teams setzten diese Elektronik bereits 2007 bei Testfahrten ein und hatten teilweise erhebliche Probleme mit der Anpassung an ihren Motor. Innerhalb reglementierter Grenzen durften die Rennställe die neue Steuerungseinheit weiterentwickeln. Eine weitere Änderung bestand darin, dass mindestens 5,75 Prozent des verbrauchten Benzins aus Biokraftstoff bestehen mussten. Die bereits für 2007 homologierten V8-Motoren durften jedoch prinzipiell nicht verändert werden. Außerdem wurde das dritte Segment der Qualifikation auf 10 statt der bisherigen 15 Minuten reduziert. Nach dem Rückzug des Super-Aguri-Teams in der laufenden Saison schieden nach den ersten beiden Segmenten nur je fünf statt wie bisher sechs Fahrer aus. Auch durfte nach dem dritten Segment nicht mehr nachgetankt werden, sodass die Fahrer, die den dritten Durchgang des Zeittrainings erreichten, mit der Kraftstoffmenge, die sie am Ende des Qualifyings an Bord hatten, in das Rennen gehen mussten.

### Fahrer
Die Scuderia Toro Rosso gab bereits im August 2007 die Verpflichtung des bisherigen Champ-Car-Piloten Sébastien Bourdais bekannt. Der Franzose unterschrieb für zwei Jahre. Fernando Alonsos Vertrag bei McLaren-Mercedes wurde nach nur einer Saison einvernehmlich aufgelöst. Er werde 2008 wieder für Renault starten. Das bestätigte das französische Team ebenso wie die Beförderung des bisherigen Testfahrers Nelson Piquet junior zum Stammpiloten. Im Gegenzug verpflichtete McLaren den bisherigen Renault-Piloten Heikki Kovalainen für das freigewordene Cockpit. Das Williams-Team gab im November 2007 bekannt, dass der Japaner Kazuki Nakajima die Saison 2008 neben Nico Rosberg bestreiten werde. Der Deutsche Timo Glock nahm den Platz von Ralf Schumacher bei Toyota ein. Dieser wiederum gab bekannt, dass er 2008 in der DTM an den Start gehen werde. Eine Rückkehr sei aber nicht ausgeschlossen. Der bisherige Renault-Fahrer Giancarlo Fisichella unterschrieb für 2008 beim neuen Rennstall Force India und wurde damit Teamkollege von Adrian Sutil.

### Teams
Nach einem erneuten Eigentümerwechsel trat das in den Vorsaisons als Spyker F1 bekannte Team nun unter dem Namen Force India an.
David Richards, der ursprünglich mit Prodrive als zwölftes Team an der Formel-1-Weltmeisterschaft 2008 teilnehmen wollte, gab am 22. November 2007 bekannt, dass sein Team an der Saison 2008 definitiv nicht teilnehmen werde. Aus dem Einstieg für das Jahr 2009 wurde ebenfalls nichts.

## Teams und Fahrer
| Bild              | Team                       | Chassis                          | Motor                | Reifen | Nr. | Stammfahrer          | Rennen | Test-/Ersatzfahrer                                       |
| ----------------- | -------------------------- | -------------------------------- | -------------------- | ------ | --- | -------------------- | ------ | -------------------------------------------------------- |
| Ferrari F2008     | Scuderia Ferrari Marlboro  | Ferrari F2008                    | Ferrari 2.4 V8       | B      | 01  | Kimi Räikkönen       | 1–18   | Luca Badoer Marc Gené                                    |
| Ferrari F2008     | Scuderia Ferrari Marlboro  | Ferrari F2008                    | Ferrari 2.4 V8       | B      | 02  | Felipe Massa         | 1–18   | Luca Badoer Marc Gené                                    |
| BMW-Sauber F1.08  | BMW Sauber F1 Team         | BMW Sauber F1.08                 | BMW 2.4 V8           | B      | 03  | Nick Heidfeld        | 1–18   | Marko Asmer Christian Klien                              |
| BMW-Sauber F1.08  | BMW Sauber F1 Team         | BMW Sauber F1.08                 | BMW 2.4 V8           | B      | 04  | Robert Kubica        | 1–18   | Marko Asmer Christian Klien                              |
| Renault R28       | ING Renault F1 Team        | Renault R28                      | Renault 2.4 V8       | B      | 05  | Fernando Alonso      | 1–18   | Lucas di Grassi Romain Grosjean Sakon Yamamoto           |
| Renault R28       | ING Renault F1 Team        | Renault R28                      | Renault 2.4 V8       | B      | 06  | Nelson Piquet jr.    | 1–18   | Lucas di Grassi Romain Grosjean Sakon Yamamoto           |
| Williams FW30     | AT&T Williams              | Williams FW30                    | Toyota 2.4 V8        | B      | 07  | Nico Rosberg         | 1–18   | Nico Hülkenberg                                          |
| Williams FW30     | AT&T Williams              | Williams FW30                    | Toyota 2.4 V8        | B      | 08  | Kazuki Nakajima      | 1–18   | Nico Hülkenberg                                          |
| Red Bull RB4      | Red Bull Racing            | Red Bull RB4                     | Renault 2.4 V8       | B      | 09  | David Coulthard      | 1–18   | Sébastien Buemi                                          |
| Red Bull RB4      | Red Bull Racing            | Red Bull RB4                     | Renault 2.4 V8       | B      | 10  | Mark Webber          | 1–18   | Sébastien Buemi                                          |
| Toyota TF108      | Panasonic Toyota Racing    | Toyota TF108                     | Toyota 2.4 V8        | B      | 11  | Jarno Trulli         | 1–18   | Kamui Kobayashi                                          |
| Toyota TF108      | Panasonic Toyota Racing    | Toyota TF108                     | Toyota 2.4 V8        | B      | 12  | Timo Glock           | 1–18   | Kamui Kobayashi                                          |
| Toro Rosso STR3   | Scuderia Toro Rosso        | Toro Rosso STR2B Toro Rosso STR3 | Ferrari 2.4 V8       | B      | 14  | Sébastien Bourdais   | 1–18   | Brendon Hartley                                          |
| Toro Rosso STR3   | Scuderia Toro Rosso        | Toro Rosso STR2B Toro Rosso STR3 | Ferrari 2.4 V8       | B      | 15  | Sebastian Vettel     | 1–18   | Brendon Hartley                                          |
| Honda RA108       | Honda Racing F1 Team       | Honda RA108                      | Honda 2.4 V8         | B      | 16  | Jenson Button        | 1–18   | Mike Conway Anthony Davidson Luca Filippi Alexander Wurz |
| Honda RA108       | Honda Racing F1 Team       | Honda RA108                      | Honda 2.4 V8         | B      | 17  | Rubens Barrichello   | 1–18   | Mike Conway Anthony Davidson Luca Filippi Alexander Wurz |
| Super Aguri SA08  | Super Aguri F1 Team        | Super Aguri SA08                 | Honda 2.4 V8         | B      | 18  | Takuma Satō          | 1–4    | James Rossiter                                           |
| Super Aguri SA08  | Super Aguri F1 Team        | Super Aguri SA08                 | Honda 2.4 V8         | B      | 19  | Anthony Davidson     | 1–4    | James Rossiter                                           |
| Force India VJM01 | Force India F1 Team        | Force India VJM01                | Ferrari 2.4 V8       | B      | 20  | Adrian Sutil         | 1–18   | Vitantonio Liuzzi                                        |
| Force India VJM01 | Force India F1 Team        | Force India VJM01                | Ferrari 2.4 V8       | B      | 21  | Giancarlo Fisichella | 1–18   | Vitantonio Liuzzi                                        |
| McLaren MP4-23    | Vodafone McLaren Mercedes1 | McLaren MP4-23                   | Mercedes-Benz 2.4 V8 | B      | 22  | Lewis Hamilton       | 1–18   | Gary Paffett Pedro de la Rosa                            |
| McLaren MP4-23    | Vodafone McLaren Mercedes1 | McLaren MP4-23                   | Mercedes-Benz 2.4 V8 | B      | 23  | Heikki Kovalainen    | 1–18   | Gary Paffett Pedro de la Rosa                            |

1 McLaren-Mercedes fiel aufgrund einer Strafe infolge der Spionage-Affäre automatisch auf die letzte Position in der Teamrangliste.

## Präsentationen
| Team        | Chassis    | Datum                   | Ort                    |
| ----------- | ---------- | ----------------------- | ---------------------- |
| Ferrari     | F2008      | 6. Januar               | Maranello, Italien     |
| BMW Sauber  | F1.08      | 14. Januar              | München, Deutschland   |
| Renault     | R28        | 31. Januar1             | Paris, Frankreich      |
| Williams    | FW30       | —2                      | —                      |
| Red Bull    | RB4        | 16. Januar              | Jerez, Spanien         |
| Toyota      | TF108      | 10. Januar              | Köln, Deutschland      |
| Toro Rosso  | STR2B STR3 | Mitte Februar 15. April | n/a Barcelona, Spanien |
| Honda       | RA108      | 29. Januar              | Brackley, England      |
| Super Aguri | SA08       | 14. März3               | Melbourne, Australien  |
| Force India | VJM01      | 7. Februar              | Mumbai, Indien         |
| McLaren     | MP4-23     | 7. Januar               | Stuttgart, Deutschland |

1 Renault hat den neuen R28 offiziell am 31. Januar in Paris vorgestellt. Die erste Testfahrt mit dem neuen Boliden fand jedoch schon am 22. Januar bei Testfahrten in Valencia statt.
2 Williams verzichtete auf eine Präsentation.
3 Super Aguri plante zunächst den neuen SA08 am 19. Februar in Barcelona zu präsentieren. Aufgrund von kurzfristig entstandenen finanziellen Problemen des Teams musste die Präsentation abgesagt werden. Der SA08 wurde schließlich kurz vor Beginn des 1. Freien Trainings zum Großen Preis von Australien enthüllt.

## Rennkalender
| Nr. | Datum         | Grand Prix (Strecke)         | Distanz (km) | Sieger                                | Zweiter                              | Dritter                              | Pole- Position                        | Schnellste Rennrunde                 | Gesamtführender Fahrer            | Gesamtführender Konstrukteur |
| --- | ------------- | ---------------------------- | ------------ | ------------------------------------- | ------------------------------------ | ------------------------------------ | ------------------------------------- | ------------------------------------ | --------------------------------- | ---------------------------- |
| 01  | 16. März      | Australien (Melbourne)       | 307,574      | Lewis Hamilton (Mclaren-Mercedes)     | Nick Heidfeld (BMW Sauber)           | Nico Rosberg (Williams-Toyota)       | Lewis Hamilton (Mclaren-Mercedes)     | Heikki Kovalainen (Mclaren-Mercedes) | Lewis Hamilton (Mclaren-Mercedes) | McLaren-Mercedes             |
| 02  | 23. März      | Malaysia (Sepang)            | 310,408      | Kimi Räikkönen (Ferrari)              | Robert Kubica (BMW Sauber)           | Heikki Kovalainen (Mclaren-Mercedes) | Felipe Massa (Ferrari)                | Nick Heidfeld (BMW Sauber)           | Lewis Hamilton (Mclaren-Mercedes) | McLaren-Mercedes             |
| 03  | 6. April      | Bahrain (as-Sachir)          | 308,238      | Felipe Massa (Ferrari)                | Kimi Räikkönen (Ferrari)             | Robert Kubica (BMW Sauber)           | Robert Kubica (BMW Sauber)            | Heikki Kovalainen (Mclaren-Mercedes) | Kimi Räikkönen (Ferrari)          | BMW Sauber                   |
| 04  | 27. April     | Spanien (Montmeló)           | 307,104      | Kimi Räikkönen (Ferrari)              | Felipe Massa (Ferrari)               | Lewis Hamilton (Mclaren-Mercedes)    | Kimi Räikkönen (Ferrari)              | Kimi Räikkönen (Ferrari)             | Kimi Räikkönen (Ferrari)          | Ferrari                      |
| 05  | 11. Mai       | Türkei (Istanbul)            | 309,396      | Felipe Massa (Ferrari)                | Lewis Hamilton (Mclaren-Mercedes)    | Kimi Räikkönen (Ferrari)             | Felipe Massa (Ferrari)                | Kimi Räikkönen (Ferrari)             | Kimi Räikkönen (Ferrari)          | Ferrari                      |
| 06  | 25. Mai       | Monaco (Monte Carlo)         | 260,520      | Lewis Hamilton (Mclaren-Mercedes)     | Robert Kubica (BMW Sauber)           | Felipe Massa (Ferrari)               | Felipe Massa (Ferrari)                | Kimi Räikkönen (Ferrari)             | Lewis Hamilton (Mclaren-Mercedes) | Ferrari                      |
| 07  | 8. Juni       | Kanada (Montréal)            | 305,270      | Robert Kubica (BMW Sauber)            | Nick Heidfeld (BMW Sauber)           | David Coulthard (Red Bull-Renault)   | Lewis Hamilton (Mclaren-Mercedes)     | Kimi Räikkönen (Ferrari)             | Robert Kubica (BMW Sauber)        | Ferrari                      |
| 08  | 22. Juni      | Frankreich (Magny-Cours)     | 308,586      | Felipe Massa (Ferrari)                | Kimi Räikkönen (Ferrari)             | Jarno Trulli (Toyota)                | Kimi Räikkönen (Ferrari)              | Kimi Räikkönen (Ferrari)             | Felipe Massa (Ferrari)            | Ferrari                      |
| 09  | 6. Juli       | Großbritannien (Silverstone) | 308,355      | Lewis Hamilton (Mclaren-Mercedes)     | Nick Heidfeld (BMW Sauber)           | Rubens Barrichello (Honda)           | Heikki Kovalainen (Mclaren-Mercedes)  | Kimi Räikkönen (Ferrari)             | Lewis Hamilton (Mclaren-Mercedes) | Ferrari                      |
| 10  | 20. Juli      | Deutschland (Hockenheim)     | 306,458      | Lewis Hamilton (Mclaren-Mercedes)     | Nelson Piquet jr. (Renault)          | Felipe Massa (Ferrari)               | Lewis Hamilton (Mclaren-Mercedes)     | Nick Heidfeld (BMW Sauber)           | Lewis Hamilton (Mclaren-Mercedes) | Ferrari                      |
| 11  | 3. August     | Ungarn (Mogyoród)            | 306,663      | Heikki Kovalainen (Mclaren-Mercedes)  | Timo Glock (Toyota)                  | Kimi Räikkönen (Ferrari)             | Lewis Hamilton (Mclaren-Mercedes)     | Kimi Räikkönen (Ferrari)             | Lewis Hamilton (Mclaren-Mercedes) | Ferrari                      |
| 12  | 24. August    | Europa (Valencia)            | 308,883      | Felipe Massa (Ferrari)                | Lewis Hamilton (Mclaren-Mercedes)    | Robert Kubica (BMW Sauber)           | Felipe Massa (Ferrari)                | Felipe Massa (Ferrari)               | Lewis Hamilton (Mclaren-Mercedes) | Ferrari                      |
| 13  | 7. September  | Belgien (Spa-Francorchamps)  | 308,052      | Felipe Massa (Ferrari)                | Nick Heidfeld (BMW Sauber)           | Lewis Hamilton (Mclaren-Mercedes)    | Lewis Hamilton (Mclaren-Mercedes)     | Kimi Räikkönen (Ferrari)             | Lewis Hamilton (Mclaren-Mercedes) | Ferrari                      |
| 14  | 14. September | Italien (Monza)              | 306,720      | Sebastian Vettel (Toro Rosso-Ferrari) | Heikki Kovalainen (Mclaren-Mercedes) | Robert Kubica (BMW Sauber)           | Sebastian Vettel (Toro Rosso-Ferrari) | Kimi Räikkönen (Ferrari)             | Lewis Hamilton (Mclaren-Mercedes) | Ferrari                      |
| 15  | 28. September | Singapur (Singapur)          | 309,087      | Fernando Alonso (Renault)             | Nico Rosberg (Williams-Toyota)       | Lewis Hamilton (Mclaren-Mercedes)    | Felipe Massa (Ferrari)                | Kimi Räikkönen (Ferrari)             | Lewis Hamilton (Mclaren-Mercedes) | Ferrari                      |
| 16  | 12. Oktober   | Japan (Fuji)                 | 305,721      | Fernando Alonso (Renault)             | Robert Kubica (BMW Sauber)           | Kimi Räikkönen (Ferrari)             | Lewis Hamilton (Mclaren-Mercedes)     | Felipe Massa (Ferrari)               | Lewis Hamilton (Mclaren-Mercedes) | Ferrari                      |
| 17  | 19. Oktober   | China (Shanghai)             | 305,066      | Lewis Hamilton (Mclaren-Mercedes)     | Felipe Massa (Ferrari)               | Kimi Räikkönen (Ferrari)             | Lewis Hamilton (Mclaren-Mercedes)     | Lewis Hamilton (Mclaren-Mercedes)    | Lewis Hamilton (Mclaren-Mercedes) | Ferrari                      |
| 18  | 2. November   | Brasilien (Interlagos)       | 305,909      | Felipe Massa (Ferrari)                | Fernando Alonso (Renault)            | Kimi Räikkönen (Ferrari)             | Felipe Massa (Ferrari)                | Felipe Massa (Ferrari)               | Lewis Hamilton (Mclaren-Mercedes) | Ferrari                      |

## Rennberichte

### Großer Preis von Australien
| Platz | Fahrer            | Team             | Zeit        |
| ----- | ----------------- | ---------------- | ----------- |
| 1     | Lewis Hamilton    | McLaren-Mercedes | 1:34:50,616 |
| 2     | Nick Heidfeld     | BMW Sauber       | + 5,478     |
| 3     | Nico Rosberg      | Williams-Toyota  | + 8,163     |
| PP    | Lewis Hamilton    | McLaren-Mercedes | 1:26,714    |
| SR    | Heikki Kovalainen | McLaren-Mercedes | 1:27,418    |

Der Große Preis von Australien auf dem Albert Park Circuit in Melbourne fand am 16. März 2008 statt und ging über eine Distanz von 58 Runden à 5,303 km, was einer Gesamtdistanz von 307,574 km entspricht.
Die erste Pole-Position der Saison erzielte in 1:26,714 Minuten Lewis Hamilton im McLaren-Mercedes vor dem BMW-Sauber-Fahrer Robert Kubica und dem zweiten McLaren-Piloten Heikki Kovalainen. Weltmeister Kimi Räikkönen im favorisierten Ferrari stand nach technischen Problemen in der Qualifikation lediglich auf dem 15. Startplatz.
Hamilton konnte seine Führung am Start behaupten, während es weiter hinten im Feld zu ersten Kollisionen kam. Ferrari-Pilot Felipe Massa drehte sich in der ersten Kurve, beschädigte sein Auto und fiel auf den letzten Platz zurück.
Nach weiteren Kollisionen und einer Vielzahl von technisch bedingten Ausfällen sowie drei Safety-Car-Phasen beendeten lediglich sieben Fahrer das Rennen, das Lewis Hamilton souverän für sich entschied. Gegner hatte er lediglich in seinem Teamkollegen Heikki Kovalainen, der durch einen ungünstigen Boxenstopp auf Platz fünf zurückfiel, und Nick Heidfeld im BMW-Sauber, der vor Williams-Fahrer Nico Rosberg Platz zwei erreichte.
Der Sechstplatzierte Rubens Barrichello wurde nachträglich wegen Verlassens der Boxengasse bei Rot aus der Wertung genommen, sodass Kazuki Nakajima sowie die eigentlich ausgefallenen Piloten Sébastien Bourdais und Kimi Räikkönen mit drei bzw. fünf Runden Rückstand auf die Positionen sechs bis acht aufrückten. Die schnellste Rennrunde fuhr Kovalainen in 1:27,418 Minuten.

### Großer Preis von Malaysia
| Platz | Fahrer            | Team             | Zeit        |
| ----- | ----------------- | ---------------- | ----------- |
| 1     | Kimi Räikkönen    | Ferrari          | 1:31:18,555 |
| 2     | Robert Kubica     | BMW Sauber       | + 19,570    |
| 3     | Heikki Kovalainen | McLaren-Mercedes | + 38,450    |
| PP    | Felipe Massa      | Ferrari          | 1:35,748    |
| SR    | Nick Heidfeld     | BMW Sauber       | 1:35,366    |

Der Große Preis von Malaysia auf dem Sepang International Circuit in Sepang fand am 23. März 2008 statt und ging über eine Distanz von 56 Runden à 5,543 km, was einer Gesamtdistanz von 310,408 km entspricht.
Auf die Pole-Position fuhr Felipe Massa im Ferrari in 1:35,748 Minuten vor seinem Teamkollegen Kimi Räikkönen und Jarno Trulli im Toyota. Die McLaren-Piloten Heikki Kovalainen und Lewis Hamilton erreichten im Qualifying die dritt- und viertbeste Zeit, wurden jedoch nachträglich wegen vorsätzlicher Behinderung durch Langsamfahren um fünf Plätze nach hinten strafversetzt.
Massa nutzte den Vorteil seines Startplatzes und ging in Führung, die ihm Räikkönen jedoch beim ersten Boxenstopp abnahm. Es sah zunächst nach einem sicheren Doppelsieg für Ferrari aus, bevor Felipe Massa durch einen Fahrfehler aus dem Rennen ausschied. Kimi Räikkönen gewann am Ende ungefährdet vor BMW-Sauber-Fahrer Robert Kubica und Kovalainen. Für das BMW-Sauber-Team gab es im zweiten Rennen den zweiten Podestplatz.
Nick Heidfeld erreichte Platz sechs und fuhr in 1:35,366 Minuten die schnellste Rennrunde. Es war die erste schnellste Rennrunde in Heidfelds Formel-1-Karriere und auch die erste für BMW-Sauber.

### Großer Preis von Bahrain
| Platz | Fahrer            | Team             | Zeit        |
| ----- | ----------------- | ---------------- | ----------- |
| 1     | Felipe Massa      | Ferrari          | 1:31:06,970 |
| 2     | Kimi Räikkönen    | Ferrari          | + 3,339     |
| 3     | Robert Kubica     | BMW Sauber       | + 4,998     |
| PP    | Robert Kubica     | BMW Sauber       | 1:33,096    |
| SR    | Heikki Kovalainen | McLaren-Mercedes | 1:33,193    |

Der Große Preis von Bahrain auf dem Bahrain International Circuit fand am 6. April 2008 statt und ging über eine Distanz von 57 Runden à 5,412 km, was einer Gesamtdistanz von 308,238 km entspricht.
Robert Kubica im BMW-Sauber sicherte sich in 1:33,096 Minuten vor Ferrari-Fahrer Felipe Massa und McLaren-Pilot Lewis Hamilton die Pole-Position. Hamilton fiel nach einem missglückten Start auf den zehnten Platz zurück und musste nach einem Auffahrunfall auf den Renault von Fernando Alonso bereits in der zweiten Runde einen unplanmäßigen Boxenstopp einlegen, um einen neuen Frontflügel montieren zu lassen. Er beendete das Rennen auf Platz 13 und sammelte damit keine WM-Punkte.
Massa ging beim Start an Kubica vorbei und auch Räikkönen im zweiten Ferrari konnte den Polen nach wenigen Runden überholen. So gewann der Brasilianer am Ende ein relativ ereignisloses Rennen vor seinem Teamkollegen und Kubica. Lediglich drei Fahrer mussten vorzeitig aufgeben. Die schnellste Rennrunde fuhr Heikki Kovalainen (McLaren) in 1:33,193 Minuten.

### Großer Preis von Spanien
| Platz | Fahrer         | Team             | Zeit        |
| ----- | -------------- | ---------------- | ----------- |
| 1     | Kimi Räikkönen | Ferrari          | 1:38:19,501 |
| 2     | Felipe Massa   | Ferrari          | + 3,228     |
| 3     | Lewis Hamilton | McLaren-Mercedes | + 4,187     |
| PP    | Kimi Räikkönen | Ferrari          | 1:21,813    |
| SR    | Kimi Räikkönen | Ferrari          | 1:21,670    |

Der Große Preis von Spanien auf dem Circuit de Catalunya fand am 27. April 2008 statt und ging über eine Distanz von 66 Runden à 4,655 km, was einer Gesamtdistanz von 307,230 km entspricht.
Kimi Räikkönen sicherte sich im Ferrari in 1:21,813 Minuten die Pole-Position vor Lokalmatador Fernando Alonso im Renault und Felipe Massa (ebenfalls Ferrari). Bereits in der ersten Runde kam es nach einer Kollision zwischen Adrian Sutil und Sebastian Vettel zu einem Einsatz des Safety-Cars. Sutil und Vettel mussten das Rennen vorzeitig beenden.
In der 22. Rennrunde kam Heikki Kovalainen nach einem Felgenbruch mit hoher Geschwindigkeit von der Strecke ab und prallte in einen Reifenstapel. Dabei schob sich sein Rennwagen zum Teil unter die Reifen – der Finne war vorübergehend bewusstlos. Nach der Rettung durch die Streckenposten wurde er ins Krankenhaus gebracht, wo keine ernsthaften Verletzungen festgestellt wurden.
Der aus der ersten Reihe gestartete Alonso, der noch vor der ersten Kurve von Massa überholt worden war, fiel nach den ersten Boxenstopps auf den sechsten Platz zurück und musste das Rennen in Runde 34 wegen eines Motorschadens beenden. Nick Heidfeld erhielt eine Stop-and-Go-Strafe, da er zu Beginn der zweiten, durch Kovalainens Unfall ausgelösten Safety-Car-Phase planmäßig nachtankte, obwohl die Boxengasse noch nicht geöffnet war. Heidfeld hatte zu diesem Zeitpunkt noch keinen Stopp absolviert und verpasste am Ende mit Platz neun die Punkteränge nur knapp.
Kimi Räikkönen gewann das Rennen souverän vor seinem Teamkollegen Felipe Massa und Lewis Hamilton. In 1:21,670 Minuten fuhr er zudem die schnellste Rennrunde und machte damit das Triple vollständig.

### Großer Preis der Türkei
| Platz | Fahrer         | Team             | Zeit        |
| ----- | -------------- | ---------------- | ----------- |
| 1     | Felipe Massa   | Ferrari          | 1:26:49,451 |
| 2     | Lewis Hamilton | McLaren-Mercedes | + 3,779     |
| 3     | Kimi Räikkönen | Ferrari          | + 4,271     |
| PP    | Felipe Massa   | Ferrari          | 1:27,617    |
| SR    | Kimi Räikkönen | Ferrari          | 1:26,506    |

Der Große Preis der Türkei auf dem Istanbul Park Circuit fand am 11. Mai 2008 statt und ging über eine Distanz von 58 Runden à 5,338 km, was einer Gesamtdistanz von 309,396 km entspricht.
Die schnellste Zeit in der Qualifikation (1:27,617 Minuten) fuhr Ferrari-Pilot Felipe Massa und startete somit von der Pole-Position. Ihm folgten Heikki Kovalainen und Lewis Hamilton (beide McLaren). Der Gesamtführende Kimi Räikkönen (ebenfalls Ferrari) qualifizierte sich für Startplatz vier.
Nach dem Start kam es in der ersten Kurve zu einem Unfall zwischen Nakajima und Fisichella, das Safety-Car rückte aus. Des Weiteren kam es zu einer Berührung zwischen Heikki Kovalainen und Kimi Räikkönen. Dabei wurde der Hinterreifen des McLaren von Kovalainen aufgeschlitzt und Weltmeister Räikkönen verlor wichtige Positionen gegen Kubica (BMW) und Alonso (Renault). Kovalainen musste sich nun von hinten vorarbeiten, erreichte aber am Ende nicht mehr einen der Punkteränge. Räikkönen dagegen hing lange hinter dem langsameren Kubica fest und verlor so den Kampf um Platz zwei gegen Lewis Hamilton, der mit einer aggressiven Strategie und freier Fahrt die nötige Zeit herausfahren konnte.
Zwischenzeitlich sah es so aus, als könne Hamilton sogar Felipe Massa gefährlich werden, weil lange Zeit nicht klar war, wie oft er stoppen würde. Schließlich aber fuhr Massa einen relativ ungefährdeten Sieg heraus und gewann den türkischen Grand Prix zum dritten Mal in Folge. Nick Heidfeld kam nach einer mäßigen Qualifikation als Fünfter ins Ziel, direkt hinter seinem Teamkollegen Kubica. Alonso belegte trotz eines guten Starts nur den sechsten Platz. Die schnellste Runde des Rennens fuhr Räikkönen in 1:26,506 Minuten.

### Großer Preis von Monaco
| Platz | Fahrer         | Team             | Zeit        |
| ----- | -------------- | ---------------- | ----------- |
| 1     | Lewis Hamilton | McLaren-Mercedes | 2:00:42,742 |
| 2     | Robert Kubica  | BMW Sauber       | + 3,064     |
| 3     | Felipe Massa   | Ferrari          | + 4,811     |
| PP    | Felipe Massa   | Ferrari          | 1:15,787    |
| SR    | Kimi Räikkönen | Ferrari          | 1:16,689    |

Der Große Preis von Monaco auf dem Circuit de Monaco fand am 25. Mai 2008 statt. Er ging nicht über die volle Distanz von 78 Runden à 3,340 km, was einer Gesamtdistanz von 260,520 km entsprochen hätte, sondern wurde regelgemäß nach zwei Stunden beendet. Durch Regen und zahlreiche Unfälle bedingt wurden nur 76 Runden und eine Gesamtdistanz von 253,840 km zurückgelegt.
Die Pole-Position auf dem engen Stadtkurs sicherte sich Felipe Massa im Ferrari in 1:15,787 Minuten vor seinem Teamkollegen Kimi Räikkönen. Auf den Plätzen drei und vier folgten Lewis Hamilton und Heikki Kovalainen (beide McLaren).
Beim Start in die Einführungsrunde blieb der Wagen von Kovalainen in der Startaufstellung stehen, sodass der Finne das Rennen aus der Boxengasse aufnehmen musste, am Ende aber noch einen WM-Punkt erzielte. Nach dem Start, bei dem Hamilton den vor ihm gestarteten Räikkönen direkt überholte, führte zunächst Massa unangefochten, während Hamilton wegen eines Fahrfehlers und des resultierenden Reifenschadens in Runde 6 vorzeitig an die Box musste. Räikkönen bekam eine Durchfahrtsstrafe, weil sein Team drei Minuten vor dem Start die Reifen an seinem Ferrari noch nicht montiert hatte, wie es die Regeln vorschreiben. Massa hatte somit nach kurzer Zeit schon einen komfortablen Vorsprung, verlor die Führung aber durch einen Verbremser nach Start und Ziel an Robert Kubica (BMW) und wurde am Ende hinter dem Polen Dritter.
Sieger wurde trotz seines Fahrfehlers zu Beginn Lewis Hamilton. Er eroberte damit auch die WM-Führung, weil der bisher führende Räikkönen seinen sicher scheinenden fünften Platz kurz vor Schluss durch eine selbstverschuldete Kollision mit Adrian Sutil (Force India) verlor und nur Neunter wurde. Sutil hatte es in dem verregneten und chaotischen Rennen durch taktisches Geschick und zwischenzeitlich schnellste Rennrunden bis auf Platz vier nach vorne geschafft, musste sein Auto aber nach dem Unfall abstellen. Insgesamt kam es zu zwei Safety-Car-Phasen: die erste nach einem Unfall zwischen Bourdais und Coulthard, die zweite nach einem spektakulären Abflug von Nico Rosberg auf Höhe der Schwimmbad-Schikane.
Erneut in die Punkteränge kam Mark Webber im Red Bull, der durch den Unfall von Räikkönen und Sutil auf Platz vier vorrückte. Nick Heidfeld wurde Vierzehnter; Sebastian Vettel (Toro Rosso) erzielte Platz fünf. Die schnellste Rennrunde fuhr Kimi Räikkönen in 1:16,689 Minuten.

### Großer Preis von Kanada
| Platz | Fahrer          | Team             | Zeit        |
| ----- | --------------- | ---------------- | ----------- |
| 1     | Robert Kubica   | BMW Sauber       | 1:36:24,447 |
| 2     | Nick Heidfeld   | BMW Sauber       | + 16,495    |
| 3     | David Coulthard | Red Bull         | + 23,352    |
| PP    | Lewis Hamilton  | McLaren-Mercedes | 1:17,886    |
| SR    | Kimi Räikkönen  | Ferrari          | 1:17,384    |

Der Große Preis von Kanada auf dem Circuit Gilles-Villeneuve fand am 8. Juni 2008 statt und ging über eine Distanz von 70 Runden à 4,361 km, was einer Gesamtdistanz von 305,270 km entspricht.
In der Qualifikation eroberte McLaren-Fahrer Lewis Hamilton in 1:17,886 Minuten den ersten Startplatz vor Robert Kubica (BMW-Sauber) und Weltmeister Kimi Räikkönen (Ferrari).
Nach einem Start ohne Zwischenfälle setzte sich Hamilton relativ schnell von seinen Verfolgern ab. In der 19. Runde kam es jedoch nach dem Ausfall von Adrian Sutil und anschließender Safety-Car-Phase zu einem kuriosen Auffahrunfall in der Box: Hamilton übersah die rote Ampel an der Boxenausfahrt, an der Räikkönen so wie auch Kubica vor ihm gehalten hatte, und fuhr auf Räikkönens Ferrari auf. Beide mussten daraufhin das Rennen vorzeitig beenden. Auch Williams-Pilot Nico Rosberg beschädigte dabei sein Auto und kam nach der Reparatur an seiner Box lediglich auf Platz 10 ins Ziel.
Die Ausfälle der Favoriten nutzten Kubica und sein BMW-Sauber-Teamkollege Nick Heidfeld, die das Rennen in der Folge unter sich ausmachten. Kubica setzte sich gegen Heidfeld durch und übernahm damit auch die Führung in der WM-Gesamtwertung. Den dritten Platz belegte Routinier David Coulthard im Red Bull vor Timo Glock, der damit das beste Ergebnis seiner bisherigen Formel-1-Karriere erzielte. Ferrari-Pilot Felipe Massa, der durch die Safety-Car-Phase weit zurückgefallen war, sicherte sich auf Platz fünf noch vier Punkte. Sebastian Vettel, der wegen eines Chassiswechsels aus der Boxengasse starten musste, hatte sich während des Rennens auf Platz acht vorgearbeitet, den er in den letzten Runden erfolgreich gegen Heikki Kovalainen (McLaren) verteidigte. Die schnellste Rennrunde fuhr trotz seines frühen Ausfalls wieder Kimi Räikkönen (1:17,384 Minuten).
Hamilton und Rosberg wurden nach dem Rennen wegen des Auffahrunfalls in der Boxengasse (d. h. wegen indirekter Missachtung der roten Ampel) bestraft und für den folgenden Frankreich-Grand-Prix nach der Qualifikation um zehn Plätze zurückversetzt.

### Großer Preis von Frankreich
| Platz | Fahrer         | Team    | Zeit        |
| ----- | -------------- | ------- | ----------- |
| 1     | Felipe Massa   | Ferrari | 1:31:50,245 |
| 2     | Kimi Räikkönen | Ferrari | + 17,984    |
| 3     | Jarno Trulli   | Toyota  | + 28,250    |
| PP    | Kimi Räikkönen | Ferrari | 1:16,449    |
| SR    | Kimi Räikkönen | Ferrari | 1:16,630    |

Der Große Preis von Frankreich auf dem Circuit de Nevers Magny-Cours fand am 22. Juni 2008 statt und ging über eine Distanz von 70 Runden à 4,411 km, was einer Gesamtdistanz von 308,586 km entspricht.
Die Pole-Position sicherte sich Kimi Räikkönen im Ferrari mit einer Zeit von 1:16,449 Minuten vor seinem Teamkollegen Felipe Massa und Fernando Alonso im Renault, der Startplatz drei durch die Strafversetzung von Lewis Hamilton erbte.
Die beiden Ferrari-Fahrer dominierten das Rennen vom Start weg und setzten sich schnell vom Rest des Feldes ab. Räikkönen hatte seine Trainingsbestzeit in eine souveräne Führung umgesetzt, bis ihn ab Runde 36 ein gebrochener Auspuff hinter Felipe Massa zurückwarf. Der Brasilianer spulte die Runden bis zum Ziel ungefährdet ab und nahm den geerbten Sieg dankend an.
Einziger Spannungsmoment in dem weitgehend ereignislosen Rennen war das Duell um Platz drei zwischen Jarno Trulli im Toyota und Heikki Kovalainen (McLaren) in den Schlussrunden, das der Italiener mit einer kampfstarken Leistung für sich entschied. Die schnellste Runde des Rennens fuhr erneut Kimi Räikkönen in 1:16,630 Minuten.

### Großer Preis von Großbritannien
| Platz | Fahrer             | Team             | Zeit        |
| ----- | ------------------ | ---------------- | ----------- |
| 1     | Lewis Hamilton     | McLaren-Mercedes | 1:39:09,440 |
| 2     | Nick Heidfeld      | BMW Sauber       | + 1:08,577  |
| 3     | Rubens Barrichello | Honda            | + 1:22,273  |
| PP    | Heikki Kovalainen  | McLaren-Mercedes | 1:21,049    |
| SR    | Kimi Räikkönen     | Ferrari          | 1:32,150    |

Der Große Preis von Großbritannien auf dem Silverstone Circuit fand am 6. Juli 2008 statt und ging über eine Distanz von 60 Runden à 5,141 km, was einer Gesamtdistanz von 308,355 km entspricht.
Die Trainingsbestzeit sicherte sich McLaren-Pilot Heikki Kovalainen in 1:21.049 Minuten. Es war die erste Pole-Position des Finnen. Zweiter wurde überraschend Mark Webber im Red Bull vor Kimi Räikkönen (Ferrari).
Lewis Hamilton gelang von Startplatz vier der beste Start, der Brite sortierte sich direkt zu Beginn des regnerischen Rennens hinter seinem Teamkollegen Kovalainen ein, den er in der Folge unter Druck setzte. In Runde 5 gelang es ihm, die Führung zu übernehmen, die er bis ins Ziel nicht mehr abgab. Kimi Räikkönen, der zwischenzeitlich auf Hamilton aufholte, wurde Opfer eines Strategiefehlers seines Teams, das die gebrauchten Intermediate-Reifen beim ersten Stopp auf dem Wagen ließ.
Insgesamt drehten sich viele Fahrer bei immer wieder einsetzendem Regen auf und von der Strecke, lediglich Sieger Hamilton sowie der zweitplatzierte Nick Heidfeld (BMW) blieben fehlerlos. Überraschungsdritter wurde Altmeister Rubens Barrichello auf Honda, der zum richtigen Zeitpunkt auf vollwertige Regenreifen gewechselt war und damit zeitweise bis zu fünf Sekunden auf den Rest des Feldes gut gemacht hatte. Die schnellste Rennrunde fuhr einmal mehr Weltmeister Räikkönen in 1:32,150 Minuten.

### Großer Preis von Deutschland
| Platz | Fahrer            | Team             | Zeit        |
| ----- | ----------------- | ---------------- | ----------- |
| 1     | Lewis Hamilton    | McLaren-Mercedes | 1:31:20,874 |
| 2     | Nelson Piquet jr. | Renault          | + 5,586     |
| 3     | Felipe Massa      | Ferrari          | + 9,339     |
| PP    | Lewis Hamilton    | McLaren-Mercedes | 1:15,666    |
| SR    | Nick Heidfeld     | BMW Sauber       | 1:15,987    |

Der Große Preis von Deutschland auf dem Hockenheimring fand am 20. Juli 2008 statt und ging über eine Distanz von 67 Runden à 4,574 km, was einer Gesamtdistanz von 306,458 km entsprach.
Das Rennen gewann Lewis Hamilton im McLaren-Mercedes vor Nelson Piquet junior im Renault, der überraschend Zweiter wurde. Ferrari-Pilot Felipe Massa beendete das Rennen auf Platz drei.
Timo Glock hatte in der 36. Runde einen schweren Unfall eingangs der Start-Ziel-Geraden, blieb aber unverletzt. Fisichella erhielt nachträglich von der Rennleitung eine 25-Sekunden-Zeitstrafe, da er sich während der Safety-Car-Phase zu früh und damit regelwidrig zurückgerundet hatte. Die schnellste Rennrunde fuhr Nick Heidfeld mit 1:15,987 Minuten.

### Großer Preis von Ungarn
| Platz | Fahrer            | Team             | Zeit        |
| ----- | ----------------- | ---------------- | ----------- |
| 1     | Heikki Kovalainen | McLaren-Mercedes | 1:37:27,067 |
| 2     | Timo Glock        | Toyota           | + 11,061    |
| 3     | Kimi Räikkönen    | Ferrari          | + 16,856    |
| PP    | Lewis Hamilton    | McLaren-Mercedes | 1:20,899    |
| SR    | Kimi Räikkönen    | Ferrari          | 1:21,195    |

Der Große Preis von Ungarn auf dem Hungaroring fand am 3. August 2008 statt und ging über eine Distanz von 70 Runden à 4,381 km, was einer Gesamtdistanz von 306,663 km entspricht.
Heikki Kovalainen gewann als vierter Finne und insgesamt 100. Sieger sein erstes Formel-1-Rennen. Der zweitplatzierte Timo Glock stand zum ersten Mal in seiner Formel-1-Karriere auf dem Podest. Dritter wurde Kimi Räikkönen. Felipe Massa schied in Führung liegend zwei Runden vor Schluss durch einen Motorschaden aus, während der WM-Führende Lewis Hamilton durch einen Reifenschaden und den anschließenden Zusatzstopp auf Position fünf zurückfiel. Erneut fuhr Räikkönen die schnellste Runde des Rennens (1:21,195 Minuten), nachdem er allerdings über die meiste Zeit kaum aufgefallen war. Im Schlussteil holte er jedoch stark auf den zweitplatzierten Glock auf, blieb aber Dritter, nachdem das Ferrari-Team ihn nach dem Ausfall von Massa zur schonenden Fahrweise aufgerufen hatte.

### Großer Preis von Europa
| Platz | Fahrer         | Team             | Zeit        |
| ----- | -------------- | ---------------- | ----------- |
| 1     | Felipe Massa   | Ferrari          | 1:35:32,339 |
| 2     | Lewis Hamilton | McLaren-Mercedes | + 5,611     |
| 3     | Robert Kubica  | BMW Sauber       | + 37,353    |
| PP    | Felipe Massa   | Ferrari          | 1:38,989    |
| SR    | Felipe Massa   | Ferrari          | 1:38,708    |

Der Große Preis von Europa auf dem Valencia Street Circuit fand am 24. August 2008 statt und ging über eine Distanz von 57 Runden à 5,419 km, was einer Gesamtdistanz von 308,883 km entspricht. Die Pole-Position sicherte sich Felipe Massa vor Lewis Hamilton und Robert Kubica. Auch der Zieleinlauf entsprach dieser Reihenfolge. Die schnellste Rennrunde fuhr Massa in 1:38,708 Minuten.
Nach dem Rennen gab es eine Untersuchung gegen Felipe Massa, der beim Verlassen der Box beinahe mit Adrian Sutil zusammengestoßen war. Der Zieleinlauf wurde jedoch bestätigt. Massa wurde verwarnt und mit einer Geldstrafe von 10.000 Euro belegt.

### Großer Preis von Belgien
| Platz | Fahrer         | Team             | Zeit        |
| ----- | -------------- | ---------------- | ----------- |
| 1     | Felipe Massa   | Ferrari          | 1:22:59,394 |
| 2     | Nick Heidfeld  | BMW Sauber       | + 9,383     |
| 3     | Lewis Hamilton | McLaren-Mercedes | + 10,539    |
| PP    | Lewis Hamilton | McLaren-Mercedes | 1:47,338    |
| SR    | Kimi Räikkönen | Ferrari          | 1:47,930    |

Der Große Preis von Belgien in Spa-Francorchamps fand am 7. September 2008 statt und ging über eine Distanz von 44 Runden à 7,004 km, was einer Gesamtdistanz von 308,052 km entspricht.
Der von der Pole-Position gestartete Lewis Hamilton verlor bereits zu Beginn des Rennens seine Führung an Kimi Räikkönen, der von Platz vier gestartet war und bereits seinen Teamkollegen Felipe Massa überholt hatte. Die Reihenfolge an der Spitze änderte sich nur boxenstoppbedingt – zwei Runden vor Schluss sah es aber nach einem sicheren Sieg von Räikkönen aus. Nachdem es zuvor zu regnen begonnen hatte, konnte jedoch der zweitplatzierte Hamilton zusehends aufholen und lieferte sich mit dem Finnen ein Duell um die Spitze. Dies entschied der Brite nach mehrmaligen Führungswechseln schließlich für sich, während Räikkönen nach einem Ausrutscher mit Mauerberührung kurz vor Beginn der letzten Runde aufgeben musste. Die schnellste Rennrunde fuhr Räikkönen mit 1:47,930 Minuten.
Hamilton passierte die Ziellinie als Erster, wurde jedoch nachträglich wegen Abkürzens der Busstop-Schikane im Duell mit Räikkönen mit einer Zeitstrafe von 25 Sekunden belegt und als Dritter gewertet. McLaren legte gegen die Strafe offiziell Protest ein. Dieser wurde jedoch abgelehnt. Damit wurde Felipe Massa am Grünen Tisch Sieger des Rennens. Timo Glock erhielt ebenfalls eine 25-Sekunden-Zeitstrafe wegen Überholens unter Gelber Flagge und verlor dadurch Platz acht an Mark Webber.

### Großer Preis von Italien
| Platz | Fahrer            | Team             | Zeit        |
| ----- | ----------------- | ---------------- | ----------- |
| 1     | Sebastian Vettel  | Toro Rosso       | 1:26:47,494 |
| 2     | Heikki Kovalainen | McLaren-Mercedes | + 12,512    |
| 3     | Robert Kubica     | BMW Sauber       | + 20,471    |
| PP    | Sebastian Vettel  | Toro Rosso       | 1:37,555    |
| SR    | Kimi Räikkönen    | Ferrari          | 1:28,047    |

Der Große Preis von Italien auf dem Autodromo Nazionale Monza fand am 14. September 2008 statt und ging über eine Distanz von 53 Runden à 5,793 km, was einer Gesamtdistanz von 306,720 km entspricht.
Das von teilweise starken Regenfällen geprägte Rennwochenende ging durch mehrere Rekorde in die Geschichte der Formel 1 ein. Nachdem Sebastian Vettel bereits beim verregneten Qualifying als jüngster Pilot in der Geschichte der Formel 1 die Pole-Position errungen hatte, gewann er auch das Rennen als jüngster Formel-1-Pilot überhaupt. Es war zudem der erste Sieg der Scuderia Toro Rosso. Mit dem zweitplatzierten Heikki Kovalainen und dem drittplatzierten Robert Kubica ergab sich außerdem das jüngste Podiums-Trio der Formel-1-Geschichte. WM-Aspirant Lewis Hamilton war lediglich von Platz 15 gestartet und wurde im Rennen nach Aufholjagd noch Siebter hinter seinem Titelrivalen Felipe Massa. Die schnellste Rennrunde fuhr Räikkönen mit 1:28,047 Minuten.

### Großer Preis von Singapur
| Platz | Fahrer          | Team             | Zeit        |
| ----- | --------------- | ---------------- | ----------- |
| 1     | Fernando Alonso | Renault          | 1:57:16,304 |
| 2     | Nico Rosberg    | Williams         | + 2,957     |
| 3     | Lewis Hamilton  | McLaren-Mercedes | + 5,917     |
| PP    | Felipe Massa    | Ferrari          | 1:44,801    |
| SR    | Kimi Räikkönen  | Ferrari          | 1:45,599    |

Der Große Preis von Singapur auf dem Marina Bay Street Circuit fand am 28. September 2008 über eine Distanz von 61 Runden à 5,067 km statt, was einer Gesamtdistanz von 309,087 km entspricht. Es war das 800. Formel-1-Rennen in der Geschichte und gleichzeitig das erste Rennen, das unter Flutlicht ausgetragen wurde.
Der Ferrari-Pilot Felipe Massa startete von der Pole-Position vor Lewis Hamilton auf McLaren-Mercedes und Kimi Räikkönen auf Ferrari.
Nach einem Unfall von Nelson Piquet junior mit anschließender Safety-Car-Phase und einer Panne bei Massas erstem Tankstopp errang schließlich Fernando Alonso, der von Position 15 aus gestartet war, den Sieg. Nach einer zweiten Safety-Car-Phase kurz vor Rennschluss fuhr Lewis Hamilton direkt hinter Nico Rosberg. Hamilton fuhr auf den 3. Platz, wodurch er seinen Vorsprung auf Massa, seinen direkten Verfolger in der Weltmeisterschaftswertung, auf sieben Punkte vergrößerte. Die schnellste Rennrunde fuhr Räikkönen mit 1:45,599 Minuten.
Wegen des Vorwurfs der Manipulation des Rennens durch einen absichtlich verursachten Unfall von Nelson Piquet junior nahm die FIA im August 2009 Ermittlungen auf. In diesem Zusammenhang gaben am 16. September 2009 Teamchef Flavio Briatore und Chefingenieur Pat Symonds ihre Ämter auf. Der Motorsport-Weltrat verurteilte Renault am 21. September 2009 zu einer zweijährigen Bewährungsstrafe. Pat Symonds wurde für fünf Jahre, Flavio Briatore lebenslang für alle FIA-Veranstaltungen gesperrt. Nelson Piquet junior blieb, da ihm Immunität zugesichert worden war, ohne Strafe. Sowohl die Sperre gegen Briatore als auch die gegen Symonds wurde am 5. Januar 2010 von einem französischen Gericht aufgehoben. Zur Begründung gab das Gericht an, dass die Sperre aufgrund der schwachen Beweislage irregulär gewesen sei. Zudem wurde Briatore ein Schadenersatz von 15.000 Euro zugesprochen. Der Automobil-Weltverband FIA kündigte umgehend an, gegen dieses Urteil möglicherweise in Berufung zu gehen.

### Großer Preis von Japan
| Platz | Fahrer          | Team             | Zeit        |
| ----- | --------------- | ---------------- | ----------- |
| 1     | Fernando Alonso | Renault          | 1:30:21,842 |
| 2     | Robert Kubica   | BMW Sauber       | + 5,283     |
| 3     | Kimi Räikkönen  | Ferrari          | + 6,400     |
| PP    | Lewis Hamilton  | McLaren-Mercedes | 1:18,404    |
| SR    | Felipe Massa    | Ferrari          | 1:18,496    |

Der Große Preis von Japan auf dem Fuji Speedway fand am 12. Oktober 2008 statt und ging über eine Distanz von 67 Runden zu 4,563 km, was einer Gesamtdistanz von 305,721 km entspricht. Der McLaren-Mercedes-Pilot Lewis Hamilton startete von der Pole-Position vor Kimi Räikkönen auf Ferrari und Heikki Kovalainen auf McLaren-Mercedes.
Gleich am Start überholte Räikkönen Hamilton, wurde jedoch, wie auch Massa und Kovalainen, von Hamilton, der in der ersten Kurve mit einem aggressiven Manöver zu kontern versuchte, von der Strecke abgedrängt. Dafür erhielt Hamilton später eine Durchfahrtsstrafe. David Coulthard kollidierte mit Kazuki Nakajima und schied aus. Felipe Massa kollidierte mit Lewis Hamilton, woraufhin dieser an das Ende des Feldes zurückfiel. Massa bekam dafür ebenfalls eine Durchfahrtsstrafe. So gelang es Fernando Alonso, den zweiten Sieg in Folge zu erringen. Die schnellste Rennrunde fuhr Massa mit 1:18,496 Minuten.
Auf Grund einer nachträglich ausgesprochenen 25-Sekunden-Zeitstrafe gegen Sébastien Bourdais, der bei Rennende auf dem sechsten Rang lag, fiel dieser auf Platz zehn zurück. Bourdais wurde bestraft, da er nach dem Verlassen der Boxengasse mit Felipe Massa kollidierte. Beide Fahrer konnten ihr Rennen jedoch fortsetzen.

### Großer Preis von China
| Platz | Fahrer         | Team             | Zeit        |
| ----- | -------------- | ---------------- | ----------- |
| 1     | Lewis Hamilton | McLaren-Mercedes | 1:31:57,403 |
| 2     | Felipe Massa   | Ferrari          | + 14,925    |
| 3     | Kimi Räikkönen | Ferrari          | + 16,445    |
| PP    | Lewis Hamilton | McLaren-Mercedes | 1:36,303    |
| SR    | Lewis Hamilton | McLaren-Mercedes | 1:36,325    |

Der Große Preis von China auf dem Shanghai International Circuit fand am 19. Oktober 2008 statt und ging über eine Distanz von 56 Runden à 5,451 km, was einer Gesamtdistanz von 305,066 km entspricht.
McLaren-Mercedes-Pilot Lewis Hamilton startete von der Pole-Position vor den Ferrari-Piloten Kimi Räikkönen und Felipe Massa. In einem weitgehend ereignislosen Rennen gelang Hamilton vor Massa und Räikkönen ein ungefährdeter Start-Ziel-Sieg. Kurz vor Ende des Rennens überließ der zweitplatzierte Räikkönen seinem Teamkollegen kampflos seine Position, damit dieser beim Finalrennen in Brasilien weiterhin intakte WM-Chancen hatte.
Die schnellste Rennrunde fuhr Hamilton mit 1:36,325 Minuten in Runde 13.

### Großer Preis von Brasilien
| Platz | Fahrer          | Team    | Zeit        |
| ----- | --------------- | ------- | ----------- |
| 1     | Felipe Massa    | Ferrari | 1:34:11,435 |
| 2     | Fernando Alonso | Renault | + 13,298    |
| 3     | Kimi Räikkönen  | Ferrari | + 16,235    |
| PP    | Felipe Massa    | Ferrari | 1:12,368    |
| SR    | Felipe Massa    | Ferrari | 1:13,736    |

Der Große Preis von Brasilien auf dem Autódromo José Carlos Pace fand am 2. November 2008 statt und ging über eine Distanz von 71 Runden à 4,309 km, was einer Gesamtdistanz von 305,909 km entspricht.
Von der Pole-Position startete der Ferrari-Pilot Felipe Massa, welcher später die schnellste Rennrunde in 1:13,736 Minuten fuhr und das Rennen gewann. Fernando Alonso bestätigte mit einem solide herausgefahrenen zweiten Platz den Aufwärtstrend von Renault in den letzten Rennen der Saison und kam vor Kimi Räikkönen und Sebastian Vettel ins Ziel. Lewis Hamilton wurde Fünfter und damit mit einem Punkt Vorsprung Weltmeister.
Zu Beginn und Ende des Rennens setzte Regen ein, gestartet wurde mit zehnminütiger Verspätung. Coulthard und Piquet jr. schieden schon in der ersten Runde aus. Sebastian Vettel konnte sich auf den zweiten Platz vorarbeiten und dank seiner aggressiven Drei-Stopp-Strategie lange mit dem führenden Massa mithalten.
Der Regen kurz vor Schluss zwang fast alle Fahrer noch einmal zum Reifenwechsel in die Box. In den dramatischen letzten Runden schien Massa tatsächlich Weltmeister werden zu können, als Hamilton vom heraneilenden Vettel überholt wurde und somit nur noch auf dem sechsten Rang lag, nachdem Timo Glock auf Trockenreifen auf der Strecke geblieben war und den vierten Platz übernommen hatte. Bei dieser Konstellation wäre Massa punktgleich mit Hamilton Weltmeister geworden, da er einen Saisonsieg mehr für sich verbuchen konnte. In der letzten Runde fuhren Vettel und Hamilton jedoch im Bereich der Junção-Kurve an Glock vorbei, der seinen Toyota mit Trockenreifen kaum noch auf der immer nasser werdenden Strecke halten konnte. Hamilton sicherte sich so den entscheidenden Punkt gegenüber Massa.

## Qualifyingduelle
Diese Tabelle zeigt, welche Fahrer im jeweiligen Team die besseren Platzierungen im Qualifying erreicht haben.
| Fahrer           | :       | Fahrer            |
| Ferrari          | Ferrari | Ferrari           |
| ---------------- | ------- | ----------------- |
| Kimi Räikkönen   | 6:12    | Felipe Massa      |
| BMW Sauber       |         |                   |
| Nick Heidfeld    | 5:13    | Robert Kubica     |
| Renault          |         |                   |
| Fernando Alonso  | 18:0    | Nelson Piquet jr. |
| Williams-Toyota  |         |                   |
| Nico Rosberg     | 14:4    | Kazuki Nakajima   |
| Red Bull-Renault |         |                   |
| David Coulthard  | 2:16    | Mark Webber       |
| Toyota           |         |                   |
| Jarno Trulli     | 14:4    | Timo Glock        |

| Fahrer              | :                  | Fahrer               |
| Toro Rosso-Ferrari  | Toro Rosso-Ferrari | Toro Rosso-Ferrari   |
| ------------------- | ------------------ | -------------------- |
| Sébastien Bourdais  | 5:13               | Sebastian Vettel     |
| Honda               |                    |                      |
| Jenson Button       | 8:10               | Rubens Barrichello   |
| Super Aguri-Honda   |                    |                      |
| Takuma Satō         | 2:2                | Anthony Davidson     |
| Force India-Ferrari |                    |                      |
| Adrian Sutil        | 8:10               | Giancarlo Fisichella |
| McLaren-Mercedes    |                    |                      |
| Lewis Hamilton      | 14:4               | Heikki Kovalainen    |

## Weltmeisterschaftswertungen

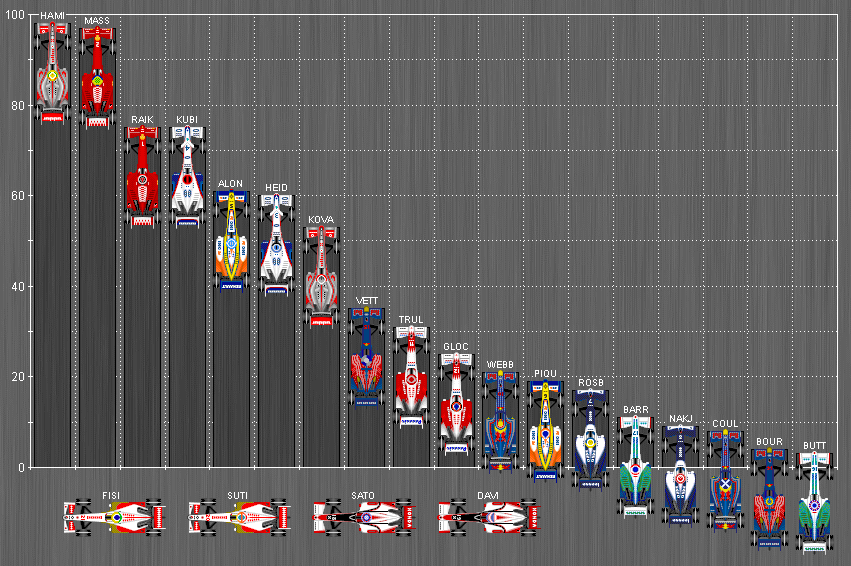
Fahrerwertung der Formel-1-Saison 2008

Weltmeister wird derjenige Fahrer bzw. Konstrukteur, der bis zum Saisonende am meisten Punkte in der Weltmeisterschaft angesammelt hat. Bei der Punkteverteilung werden die Platzierungen im Gesamtergebnis des jeweiligen Rennens berücksichtigt. Die acht erstplatzierten Fahrer jedes Rennens erhalten Punkte nach folgendem Schema:
| Platz  | 1  | 2 | 3 | 4 | 5 | 6 | 7 | 8 |
| Punkte | 10 | 8 | 6 | 5 | 4 | 3 | 2 | 1 |

### Fahrerwertung
| Pos. | Fahrer         | Konstrukteur        |     |     |     |     |     |     |     |     |     |     |     |     |     |     |     |     |     |     | Punkte |
| 01   | L. Hamilton    | McLaren-Mercedes    | 1   | 5   | 13  | 3   | 2   | 1   | DNF | 10  | 1   | 1   | 5   | 2   | 3   | 7   | 3   | 12  | 1   | 5   | 98     |
| 02   | F. Massa       | Ferrari             | DNF | DNF | 1   | 2   | 1   | 3   | 5   | 1   | 13  | 3   | 17* | 1   | 1   | 6   | 13  | 7   | 2   | 1   | 97     |
| 03   | K. Räikkönen   | Ferrari             | 8*  | 1   | 2   | 1   | 3   | 9   | DNF | 2   | 4   | 6   | 3   | DNF | 18* | 9   | 15* | 3   | 3   | 3   | 75     |
| 04   | R. Kubica      | BMW Sauber          | DNF | 2   | 3   | 4   | 4   | 2   | 1   | 5   | DNF | 7   | 8   | 3   | 6   | 3   | 11  | 2   | 6   | 11  | 75     |
| 05   | F. Alonso      | Renault             | 4   | 8   | 10  | DNF | 6   | 10  | DNF | 8   | 6   | 11  | 4   | DNF | 4   | 4   | 1   | 1   | 4   | 2   | 61     |
| 06   | N. Heidfeld    | BMW Sauber          | 2   | 6   | 4   | 9   | 5   | 14  | 2   | 13  | 2   | 4   | 10  | 9   | 2   | 5   | 6   | 9   | 5   | 10  | 60     |
| 07   | H. Kovalainen  | McLaren-Mercedes    | 5   | 3   | 5   | DNF | 12  | 8   | 9   | 4   | 5   | 5   | 1   | 4   | 10* | 2   | 10  | DNF | DNF | 7   | 53     |
| 08   | S. Vettel      | Toro Rosso-Ferrari  | DNF | DNF | DNF | DNF | 17  | 5   | 8   | 12  | DNF | 8   | DNF | 6   | 5   | 1   | 5   | 6   | 9   | 4   | 35     |
| 09   | J. Trulli      | Toyota              | DNF | 4   | 6   | 8   | 10  | 13  | 6   | 3   | 7   | 9   | 7   | 5   | 16  | 13  | DNF | 5   | DNF | 8   | 31     |
| 10   | T. Glock       | Toyota              | DNF | DNF | 9   | 11  | 13  | 12  | 4   | 11  | 12  | DNF | 2   | 7   | 9   | 11  | 4   | DNF | 7   | 6   | 25     |
| 11   | M. Webber      | Red Bull-Renault    | DNF | 7   | 7   | 5   | 7   | 4   | 12  | 6   | 10  | DNF | 9   | 12  | 8   | 8   | DNF | 8   | 14  | 9   | 21     |
| 12   | N. Piquet jr.  | Renault             | DNF | 11  | DNF | DNF | 15  | DNF | DNF | 7   | DNF | 2   | 6   | 11  | DNF | 10  | DNF | 4   | 8   | DNF | 19     |
| 13   | N. Rosberg     | Williams-Toyota     | 3   | 14  | 8   | DNF | 8   | DNF | 10  | 16  | 9   | 10  | 14  | 8   | 12  | 14  | 2   | 11  | 15  | 12  | 17     |
| 14   | R. Barrichello | Honda               | DSQ | 13  | 11  | DNF | 14  | 6   | 7   | 14  | 3   | DNF | 16  | 16  | DNF | 17  | DNF | 13  | 11  | 15  | 11     |
| 15   | K. Nakajima    | Williams-Toyota     | 6   | 17  | 14  | 7   | DNF | 7   | DNF | 15  | 8   | 14  | 13  | 15  | 14  | 12  | 8   | 15  | 12  | 17  | 9      |
| 16   | D. Coulthard   | Red Bull-Renault    | DNF | 9   | 18  | 12  | 9   | DNF | 3   | 9   | DNF | 13  | 11  | 17  | 11  | 16  | 7   | DNF | 10  | DNF | 8      |
| 17   | S. Bourdais    | Toro Rosso-Ferrari  | 7*  | DNF | 15  | DNF | DNF | DNF | 13  | 17  | 11  | 12  | 18  | 10  | 7   | 18  | 12  | 10  | 13  | 14  | 4      |
| 18   | J. Button      | Honda               | DNF | 10  | DNF | 6   | 11  | 11  | 11  | DNF | DNF | 17  | 12  | 13  | 15  | 15  | 9   | 14  | 16  | 13  | 3      |
| 19   | G. Fisichella  | Force India-Ferrari | DNF | 12  | 12  | 10  | DNF | DNF | DNF | 18  | DNF | 16  | 15  | 14  | 17  | DNF | 14  | DNF | 17  | 18  | 0      |
| 20   | A. Sutil       | Force India-Ferrari | DNF | DNF | 19  | DNF | 16  | DNF | DNF | 19  | DNF | 15  | DNF | DNF | 13  | 19  | DNF | DNF | DNF | 16  | 0      |
| 21   | T. Satō        | Super Aguri-Honda   | DNF | 16  | 17  | 13  |     |     |     |     |     |     |     |     |     |     |     |     |     |     | 0      |
| 22   | A. Davidson    | Super Aguri-Honda   | DNF | 15  | 16  | DNF |     |     |     |     |     |     |     |     |     |     |     |     |     |     | 0      |

| Legende  | Legende            | Legende                                                          |
| Farbe    | Abkürzung          | Bedeutung                                                        |
| -------- | ------------------ | ---------------------------------------------------------------- |
| Gold     | –                  | Sieg                                                             |
| Silber   | –                  | 2. Platz                                                         |
| Bronze   | –                  | 3. Platz                                                         |
| Grün     | –                  | Platzierung in den Punkten                                       |
| Blau     | –                  | Klassifiziert außerhalb der Punkteränge                          |
| Violett  | DNF                | Rennen nicht beendet (did not finish)                            |
| Violett  | NC                 | nicht klassifiziert (not classified)                             |
| Rot      | DNQ                | nicht qualifiziert (did not qualify)                             |
| Rot      | DNPQ               | in Vorqualifikation gescheitert (did not pre-qualify)            |
| Schwarz  | DSQ                | disqualifiziert (disqualified)                                   |
| Weiß     | DNS                | nicht am Start (did not start)                                   |
| Weiß     | WD                 | zurückgezogen (withdrawn)                                        |
| Hellblau | PO                 | nur am Training teilgenommen (practiced only)                    |
| Hellblau | TD                 | Freitags-Testfahrer (test driver)                                |
| ohne     | DNP                | nicht am Training teilgenommen (did not practice)                |
| ohne     | INJ                | verletzt oder krank (injured)                                    |
| ohne     | EX                 | ausgeschlossen (excluded)                                        |
| ohne     | DNA                | nicht erschienen (did not arrive)                                |
| ohne     | C                  | Rennen abgesagt (cancelled)                                      |
| ohne     | keine WM-Teilnahme |                                                                  |
| sonstige | P/fett             | Pole-Position                                                    |
| sonstige | 1/2/3/4/5/6/7/8    | Punktplatzierung im Sprint-/Qualifikationsrennen                 |
| sonstige | SR/kursiv          | Schnellste Rennrunde                                             |
| sonstige | *                  | nicht im Ziel, aufgrund der zurückgelegten Distanz aber gewertet |
| sonstige | ()                 | Streichresultate                                                 |
| sonstige | unterstrichen      | Führender in der Gesamtwertung                                   |

### Konstrukteurswertung

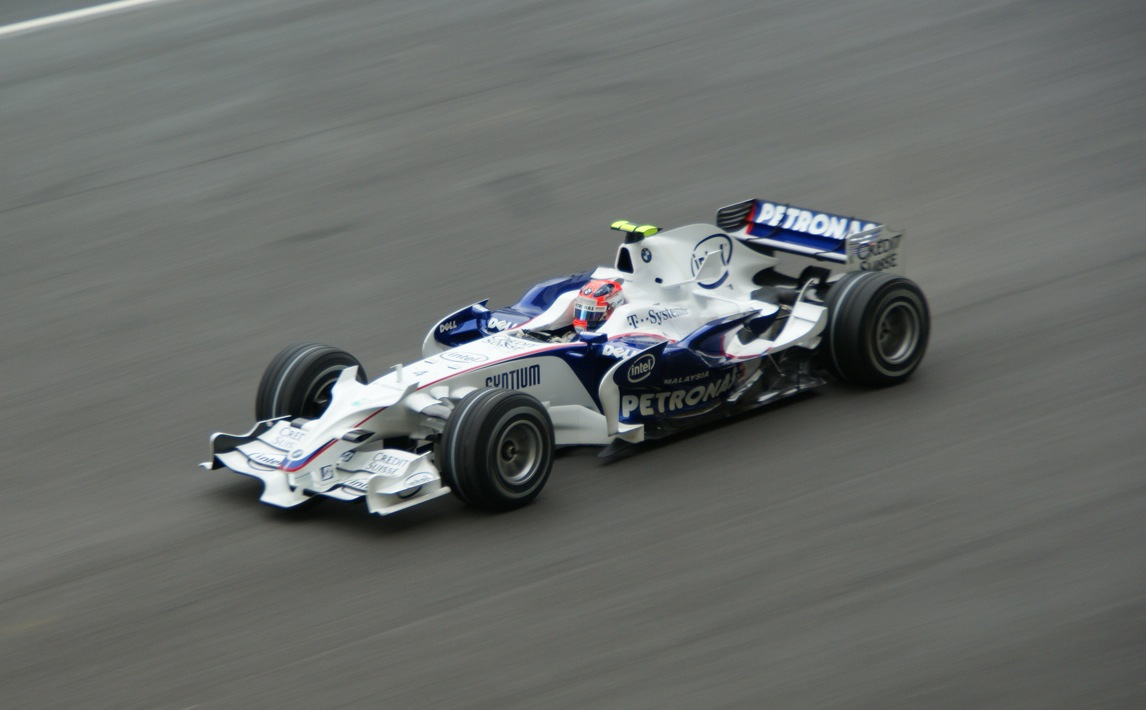
BMW Sauber F1.08 von 2008

| Pos. | Konstrukteur        | Nr. |     |     |     |     |     |     |     |     |     |     |     |     |     |     |     |     |     |     | Punkte |
| 01   | Ferrari             | 01  | 8*  | 1   | 2   | 1   | 3   | 9   | DNF | 2   | 4   | 6   | 3   | DNF | 18* | 9   | 15* | 3   | 3   | 3   | 172    |
| 01   | Ferrari             | 02  | DNF | DNF | 1   | 2   | 1   | 3   | 5   | 1   | 13  | 3   | 17* | 1   | 1   | 6   | 13  | 7   | 2   | 1   | 172    |
| 02   | McLaren-Mercedes    | 22  | 1   | 5   | 13  | 3   | 2   | 1   | DNF | 10  | 1   | 1   | 5   | 2   | 3   | 7   | 3   | 12  | 1   | 5   | 151    |
| 02   | McLaren-Mercedes    | 23  | 5   | 3   | 5   | DNF | 12  | 8   | 9   | 4   | 5   | 5   | 1   | 4   | 10* | 2   | 10  | DNF | DNF | 7   | 151    |
| 03   | BMW Sauber          | 03  | 2   | 6   | 4   | 9   | 5   | 14  | 2   | 13  | 2   | 4   | 10  | 9   | 2   | 5   | 6   | 9   | 5   | 10  | 135    |
| 03   | BMW Sauber          | 04  | DNF | 2   | 3   | 4   | 4   | 2   | 1   | 5   | DNF | 7   | 8   | 3   | 6   | 3   | 11  | 2   | 6   | 11  | 135    |
| 04   | Renault             | 05  | 4   | 8   | 10  | DNF | 6   | 10  | DNF | 8   | 6   | 11  | 4   | DNF | 4   | 4   | 1   | 1   | 4   | 2   | 80     |
| 04   | Renault             | 06  | DNF | 11  | DNF | DNF | 15  | DNF | DNF | 7   | DNF | 2   | 6   | 11  | DNF | 10  | DNF | 4   | 8   | DNF | 80     |
| 05   | Toyota              | 11  | DNF | 4   | 6   | 8   | 10  | 13  | 6   | 3   | 7   | 9   | 7   | 5   | 16  | 13  | DNF | 5   | DNF | 8   | 56     |
| 05   | Toyota              | 12  | DNF | DNF | 9   | 11  | 13  | 12  | 4   | 11  | 12  | DNF | 2   | 7   | 9   | 11  | 4   | DNF | 7   | 6   | 56     |
| 06   | Toro Rosso-Ferrari  | 14  | 7*  | DNF | 15  | DNF | DNF | DNF | 13  | 17  | 11  | 12  | 18  | 10  | 7   | 18  | 12  | 10  | 13  | 14  | 39     |
| 06   | Toro Rosso-Ferrari  | 15  | DNF | DNF | DNF | DNF | 17  | 5   | 8   | 12  | DNF | 8   | DNF | 6   | 5   | 1   | 5   | 6   | 9   | 4   | 39     |
| 07   | Red Bull-Renault    | 09  | DNF | 9   | 18  | 12  | 9   | DNF | 3   | 9   | DNF | 13  | 11  | 17  | 11  | 16  | 7   | DNF | 10  | DNF | 29     |
| 07   | Red Bull-Renault    | 10  | DNF | 7   | 7   | 5   | 7   | 4   | 12  | 6   | 10  | DNF | 9   | 12  | 8   | 8   | DNF | 8   | 14  | 9   | 29     |
| 08   | Williams-Toyota     | 07  | 3   | 14  | 8   | DNF | 8   | DNF | 10  | 16  | 9   | 10  | 14  | 8   | 12  | 14  | 2   | 11  | 15  | 12  | 26     |
| 08   | Williams-Toyota     | 08  | 6   | 17  | 14  | 7   | DNF | 7   | DNF | 15  | 8   | 14  | 13  | 15  | 14  | 12  | 8   | 15  | 12  | 17  | 26     |
| 09   | Honda               | 16  | DNF | 10  | DNF | 6   | 11  | 11  | 11  | DNF | DNF | 17  | 12  | 13  | 15  | 15  | 9   | 14  | 16  | 13  | 14     |
| 09   | Honda               | 17  | DSQ | 13  | 11  | DNF | 14  | 6   | 7   | 14  | 3   | DNF | 16  | 16  | DNF | 17  | DNF | 13  | 11  | 15  | 14     |
| 10   | Force India-Ferrari | 20  | DNF | DNF | 19  | DNF | 16  | DNF | DNF | 19  | DNF | 15  | DNF | DNF | 13  | 19  | DNF | DNF | DNF | 16  | 0      |
| 10   | Force India-Ferrari | 21  | DNF | 12  | 12  | 10  | DNF | DNF | DNF | 18  | DNF | 16  | 15  | 14  | 17  | DNF | 14  | DNF | 17  | 18  | 0      |
| 11   | Super Aguri-Honda   | 18  | DNF | 16  | 17  | 13  |     |     |     |     |     |     |     |     |     |     |     |     |     |     | 0      |
| 11   | Super Aguri-Honda   | 19  | DNF | 15  | 16  | DNF |     |     |     |     |     |     |     |     |     |     |     |     |     |     | 0      |

| Legende  | Legende            | Legende                                                          |
| Farbe    | Abkürzung          | Bedeutung                                                        |
| -------- | ------------------ | ---------------------------------------------------------------- |
| Gold     | –                  | Sieg                                                             |
| Silber   | –                  | 2. Platz                                                         |
| Bronze   | –                  | 3. Platz                                                         |
| Grün     | –                  | Platzierung in den Punkten                                       |
| Blau     | –                  | Klassifiziert außerhalb der Punkteränge                          |
| Violett  | DNF                | Rennen nicht beendet (did not finish)                            |
| Violett  | NC                 | nicht klassifiziert (not classified)                             |
| Rot      | DNQ                | nicht qualifiziert (did not qualify)                             |
| Rot      | DNPQ               | in Vorqualifikation gescheitert (did not pre-qualify)            |
| Schwarz  | DSQ                | disqualifiziert (disqualified)                                   |
| Weiß     | DNS                | nicht am Start (did not start)                                   |
| Weiß     | WD                 | zurückgezogen (withdrawn)                                        |
| Hellblau | PO                 | nur am Training teilgenommen (practiced only)                    |
| Hellblau | TD                 | Freitags-Testfahrer (test driver)                                |
| ohne     | DNP                | nicht am Training teilgenommen (did not practice)                |
| ohne     | INJ                | verletzt oder krank (injured)                                    |
| ohne     | EX                 | ausgeschlossen (excluded)                                        |
| ohne     | DNA                | nicht erschienen (did not arrive)                                |
| ohne     | C                  | Rennen abgesagt (cancelled)                                      |
| ohne     | keine WM-Teilnahme |                                                                  |
| sonstige | P/fett             | Pole-Position                                                    |
| sonstige | 1/2/3/4/5/6/7/8    | Punktplatzierung im Sprint-/Qualifikationsrennen                 |
| sonstige | SR/kursiv          | Schnellste Rennrunde                                             |
| sonstige | *                  | nicht im Ziel, aufgrund der zurückgelegten Distanz aber gewertet |
| sonstige | ()                 | Streichresultate                                                 |
| sonstige | unterstrichen      | Führender in der Gesamtwertung                                   |